# Richard Jones (Rennfahrer)

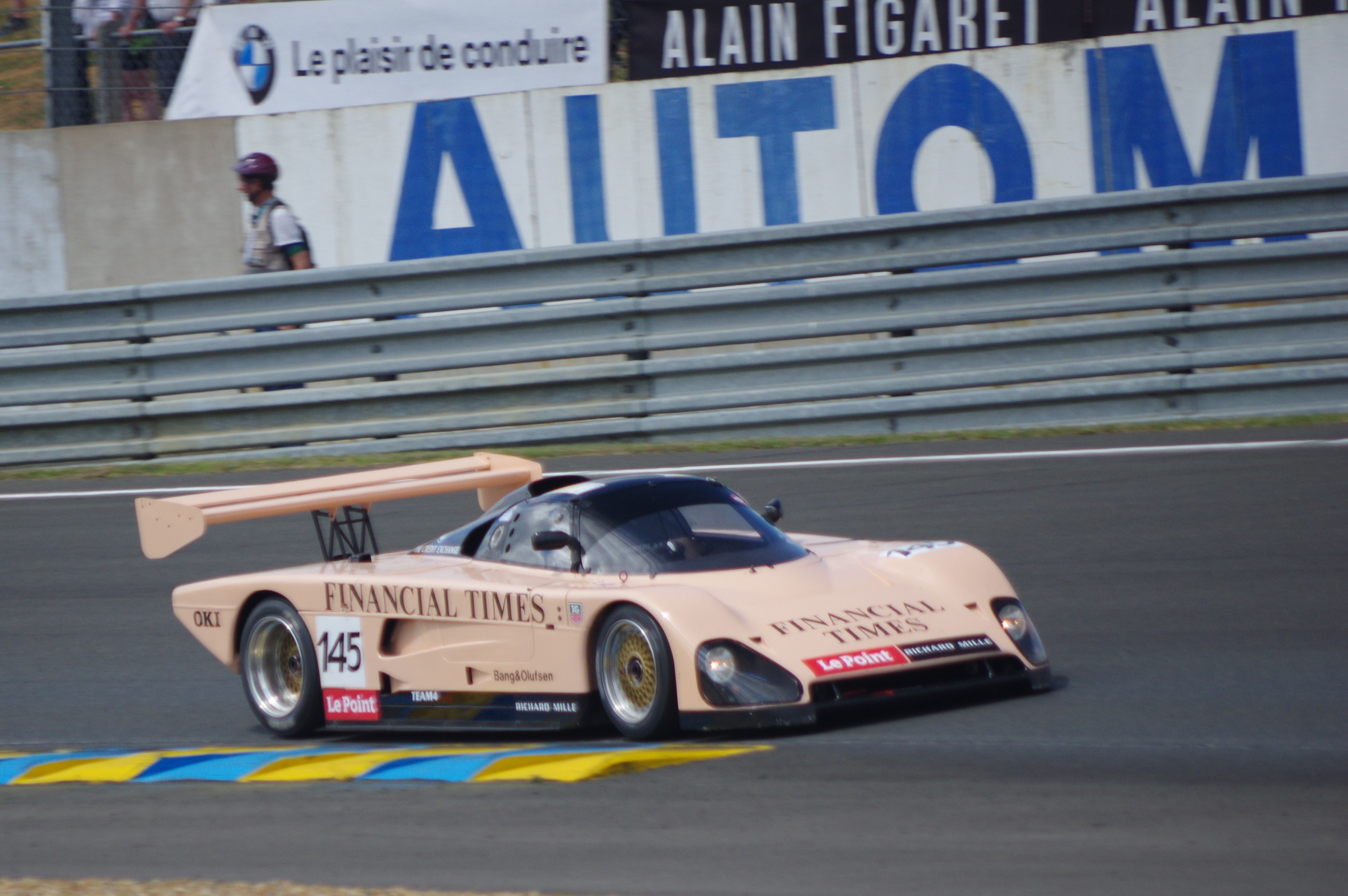
Der Spice SE89C von Robin Donovan, Nick Adams und Richard Jones beim 24-Stunden-Rennen von Le Mans 1991

Richard Eric Graham Jones (* 3. Februar 1949 in Buxton) ist ein ehemaliger britischer Automobilrennfahrer.

## Karriere
Richard Jones kann auf eine lange Karriere als Rennfahrer zurückblicken. Fast drei Jahrzehnte war er im Motorsport aktiv. Zu Beginn seiner Karriere bestritt er sowohl Monoposto- als auch Sportwagenrennen. Sein erster internationaler Erfolg war der achte Gesamtrang gemeinsam mit Ian Harrower auf einem Chevron B26 beim 1000-km-Rennen von Zeltweg 1974. Nach einigen Rennen in der Formel 3 1977 fuhr er auch Formel-1-Rennen. Allerdings nicht in der Weltmeisterschaft, sondern in der Aurora-Serie. 1978 pilotierte er einen March 742 an der 28. Stelle der Gesamtwertung; 1979 – diesmal mit einem Ensign N174 und einem Surtees TS19 am Start – blieb er unplatziert.
Von 1980 weg bestritt er nur mehr Sport- und Tourenwagenrennen. Er ging für unterschiedliche Teams in der Sportwagen-Weltmeisterschaft an den Start und war Ende in der Britischen Tourenwagen-Meisterschaft aktiv. Seine letzte Saison als Fahrer hatte er 2009, als er bei einigen Rennen der britischen GT-Meisterschaft gemeldet.
Beim 24-Stunden-Rennen von Le Mans hatte er 1978 sein Debüt gegeben. Seine beste Platzierung im Gesamtklassement war der 13. Rang 1982.

## Statistik

### Le-Mans-Ergebnisse
| Jahr | Team                                | Fahrzeug        | Teamkollege       | Teamkollege          | TeamKolleg      | Platzierung             | Ausfallgrund    |
| ---- | ----------------------------------- | --------------- | ----------------- | -------------------- | --------------- | ----------------------- | --------------- |
| 1978 | Mogil Motors Ltd. with Kores Racing | Chevron B31     | Tony Charnell     | Robin Smith          | Fréderic Alliot | nicht klassiert         |                 |
| 1979 | Mogil Motors Ltd.                   | Chevron B36     | Tony Charnell     | Robin Smith          |                 | Rang 17 und Klassensieg |                 |
| 1982 | Richard Cleare Racing               | Porsche 934     | Richard Cleare    | Tony Dron            |                 | Rang 13 und Klassensieg |                 |
| 1983 | Richard Cleare Racing               | Kremer CK5      | Richard Cleare    | Tony Dron            |                 | Ausfall                 | Turboschaden    |
| 1984 | Dorset Racing Associates            | Dome RC82       | Nick Faure        | Mark Galvin          |                 | Ausfall                 | kein Öldruck    |
| 1985 | Bartlett Chevron Racing             | Chevron B62     | Max Cohen-Olivar  | Robin Smith          |                 | Ausfall                 | Motorschaden    |
| 1986 | John Bartlett Racing                | Bardon DB1      | Robin Donovan     | Nick Adams           |                 | nicht klassiert         |                 |
| 1987 | Chamberlain Engineering             | Spice SE86C     | Graham Duxbury    | Nick Adams           |                 | nicht klassiert         |                 |
| 1988 | Chamberlain Engineering             | Spice SE86C     | Martin Birrane    | Nick Adams           |                 | Ausfall                 | Getriebeschaden |
| 1989 | Chamberlain Engineering             | Spice SE86C     | John Hotchkis     | John Hotchkis junior |                 | Ausfall                 | Leck im Öltank  |
| 1990 | GP Motorsport                       | Spice SE86C     | Dudley Wood       | Stephen Hynes        |                 | Rang 27                 |                 |
| 1991 | Euro Racing Chamberlain             | Spice SE89C     | Robin Donovan     | Nick Adams           |                 | Ausfall                 | Elektrikschaden |
| 1992 | British Racing Motors               | BRM P351        | Wayne Taylor      | Harri Toivonen       |                 | Ausfall                 | Getriebeschaden |
| 1995 | Richard Jones                       | Porsche 911 GT2 | Gérard MacQuillan | Nick Adams           |                 | Rang 17                 |                 |

### Sebring-Ergebnisse
| Jahr | Team                    | Fahrzeug    | Teamkollege      | Teamkollege | Platzierung | Ausfallgrund |
| ---- | ----------------------- | ----------- | ---------------- | ----------- | ----------- | ------------ |
| 1990 | Racecraft International | Spice SE87L | George Sutcliffe | Michael Dow | Ausfall     | Motorschaden |

### Einzelergebnisse in der Sportwagen-Weltmeisterschaft
| Saison | Team                                         | Rennwagen                                            | 1   | 2   | 3   | 4   | 5   | 6   | 7   | 8   | 9   | 10  | 11  | 12  | 13  | 14  | 15  | 16  | 17  |
| ------ | -------------------------------------------- | ---------------------------------------------------- | --- | --- | --- | --- | --- | --- | --- | --- | --- | --- | --- | --- | --- | --- | --- | --- | --- |
| 1974   | James Bell Victoria Sporting                 | Chevron B26 Chevron B23                              | MON | SPA | NÜR | IMO | LEM | ZEL | WAT | LEC | BRH | KYA |     |     |     |     |     |     |     |
| 1974   | James Bell Victoria Sporting                 | Chevron B26 Chevron B23                              |     |     |     |     |     | 8   |     |     | DNF |     |     |     |     |     |     |     |     |
| 1976   | Robin Smith                                  | Chevron B26                                          | MUG | VAL | NÜR | MON | SIL | IMO | NÜR | ZEL | PER | WAT | MOS | DIJ | DIJ | SAL |     |     |     |
| 1976   | Robin Smith                                  | Chevron B26                                          | DNF |     |     |     |     |     |     |     |     |     |     |     |     |     |     |     |     |
| 1978   | Mogil Motors                                 | Chevron B31                                          | DAY | SEB | MUG | TAL | DIJ | SIL | NÜR | LEM | MIS | DAY | WAT | VAL | ROD |     |     |     |     |
| 1978   | Mogil Motors                                 | Chevron B31                                          |     |     |     |     | DNF |     |     |     |     |     |     |     |     |     |     |     |     |
| 1979   | Mogil Motors Dorset Racing                   | Chevron B36 Lola T297                                | DAY | SEB | MUG | TAL | DIJ | RIV | SIL | NÜR | LEM | PER | DAY | WAT | SPA | BRH | ROA | VAL | ELS |
| 1979   | Mogil Motors Dorset Racing                   | Chevron B36 Lola T297                                |     |     |     |     |     |     | DNF |     | 17  |     |     |     |     | DNF |     |     |     |
| 1980   | Simon Phillips David Mercer Nick Faure       | Porsche 911 Carrera RSR Vogue SP2 De Cadenet Lola LM | DAY | BRH | SEB | MUG | MON | RIV | SIL | NÜR | LEM | DAY | WAT | SPA | MOS | ROA | VAL | DIJ |     |
| 1980   | Simon Phillips David Mercer Nick Faure       | Porsche 911 Carrera RSR Vogue SP2 De Cadenet Lola LM |     | 12  |     |     |     |     | DNF |     |     |     |     |     |     |     |     | DNF |     |
| 1981   | GTP Racing KWS Motorsport Dorset Racing      | Chevron B31 Ford Escort Lola T297                    | DAY | SEB | MUG | MON | RIV | SIL | NÜR | LEM | PER | DAY | WAT | SPA | MOS | ROA | BRH |     |     |
| 1981   | GTP Racing KWS Motorsport Dorset Racing      | Chevron B31 Ford Escort Lola T297                    |     |     |     |     |     | DNF | DNF |     |     |     |     |     |     |     | 17  |     |     |
| 1982   | Simon Phillips Cleare Racing                 | Ferrari 512 BB Porsche 934                           | MON | SIL | NÜR | LEM | SPA | MUG | FUJ | BRH |     |     |     |     |     |     |     |     |     |
| 1982   | Simon Phillips Cleare Racing                 | Ferrari 512 BB Porsche 934                           |     | 17  |     | 13  |     |     |     |     |     |     |     |     |     |     |     |     |     |
| 1983   | Cleare Racing                                | Kremer CK5                                           | MON | SIL | NÜR | LEM | SPA | FUJ | KYA |     |     |     |     |     |     |     |     |     |     |
| 1983   | Cleare Racing                                | Kremer CK5                                           | DNF |     |     |     |     |     |     |     |     |     |     |     |     |     |     |     |     |
| 1984   | Dorset Racing Andreason Racing John Bartlett | Dome RC82 Lola T610                                  | MON | SIL | LEM | NÜR | BRH | MOS | SPA | IMO | FUJ | KYA | SAN |     |     |     |     |     |     |
| 1984   | Dorset Racing Andreason Racing John Bartlett | Dome RC82 Lola T610                                  |     | DNF | DNF |     |     |     |     | 14  |     |     | DNF |     |     |     |     |     |     |
| 1985   | ADA Engineering Bartlett Racing              | Gebhardt JC843 Chevron B62                           | MUG | MON | SIL | LEM | HOK | MOS | SPA | BRH | FUJ | SEL |     |     |     |     |     |     |     |
| 1985   | ADA Engineering Bartlett Racing              | Gebhardt JC843 Chevron B62                           |     | 15  |     | DNF | 16  |     | DNF |     |     |     |     |     |     |     |     |     |     |
| 1986   | Simpson Engineering Bartlett Racing          | Simpson C286 Bardon DB1                              | MON | SIL | LEM | NÜN | BRH | JER | NÜR | SPA | FUJ |     |     |     |     |     |     |     |     |
| 1986   | Simpson Engineering Bartlett Racing          | Simpson C286 Bardon DB1                              |     | DNF | DNF |     |     |     |     |     |     |     |     |     |     |     |     |     |     |
| 1987   | Chamberlain Engineering CEE Sport            | Spice SE86C Tiga GC286                               | JAR | JER | MON | SIL | LEM | NÜN | BRH | NÜR | SPA | FUJ |     |     |     |     |     |     |     |
| 1987   | Chamberlain Engineering CEE Sport            | Spice SE86C Tiga GC286                               |     |     |     |     | DNF |     |     |     | DNF |     |     |     |     |     |     |     |     |
| 1988   | Chamberlain Engineering                      | Spice SE86C                                          | JER | JAR | MON | SIL | LEM | BRÜ | BRH | NÜR | SPA | FUJ | SAN |     |     |     |     |     |     |
| 1988   | Chamberlain Engineering                      | Spice SE86C                                          |     |     |     |     | DNF |     |     | 14  | 9   |     |     |     |     |     |     |     |     |
| 1991   | Euro Racing Chamberlain                      | Spice SE89C                                          | SUZ | MON | SIL | LEM | NÜR | MAG | MEX | AUT |     |     |     |     |     |     |     |     |     |
| 1991   | Euro Racing Chamberlain                      | Spice SE89C                                          | DNF |     |     |     |     |     |     |     |     |     |     |     |     |     |     |     |     |
| 1992   | BRM                                          | BRM P351                                             | MON | SIL | LEM | DON | SUZ | MAG |     |     |     |     |     |     |     |     |     |     |     |
| 1992   | BRM                                          | BRM P351                                             | DNF |     |     |     |     |     |     |     |     |     |     |     |     |     |     |     |     |